# حارة المواصلات (صنعاء)

تعديل مصدري - تعديل

حارة المواصلات هي إحدى حارات حي معين بمديرية معين إحد مديريات العاصمة اليمنية صنعاء، بلغ تعداد سكانها 2037 نسمة حسب تعداد اليمن لعام 2004.